# Chomvu
Chomvu è una circoscrizione rurale (rural ward) della Tanzania situata nel distretto di Mwanga, regione del Kilimangiaro. Conta una popolazione di 7 444 abitanti (censimento 2012).